# Pholeutis acroprepta
Pholeutis acroprepta är en fjärilsart som beskrevs av Turner 1947. Pholeutis acroprepta ingår i släktet Pholeutis och familjen praktmalar, Oecophoridae. Inga underarter finns listade i Catalogue of Life.